# Свердлова-Новгородцева, Клавдия Тимофеевна
Кла́вдия Тимофе́евна Свердло́ва-Новгоро́дцева (10 марта (22 марта) 1876 года, Екатеринбург — 23 марта 1960, Москва) — деятель революционного движения в России, большевичка. Вторая жена Якова Михайловича Свердлова.

## Биография

### Ранние годы
Родилась 10 марта (22 марта) 1876 года в Екатеринбурге в семье купца. Окончив гимназию, в 1894-1897 годах занимала должность учителя в школе Сысертского завода. Вскоре Новгородцева уезжает в Санкт-Петербург, где оканчивает лесгафтовские курсы воспитательниц и руководительниц физического образования в 1899 году. Во время своего обучения в Петербурге сблизилась с марксистами.

### Революционная деятельность

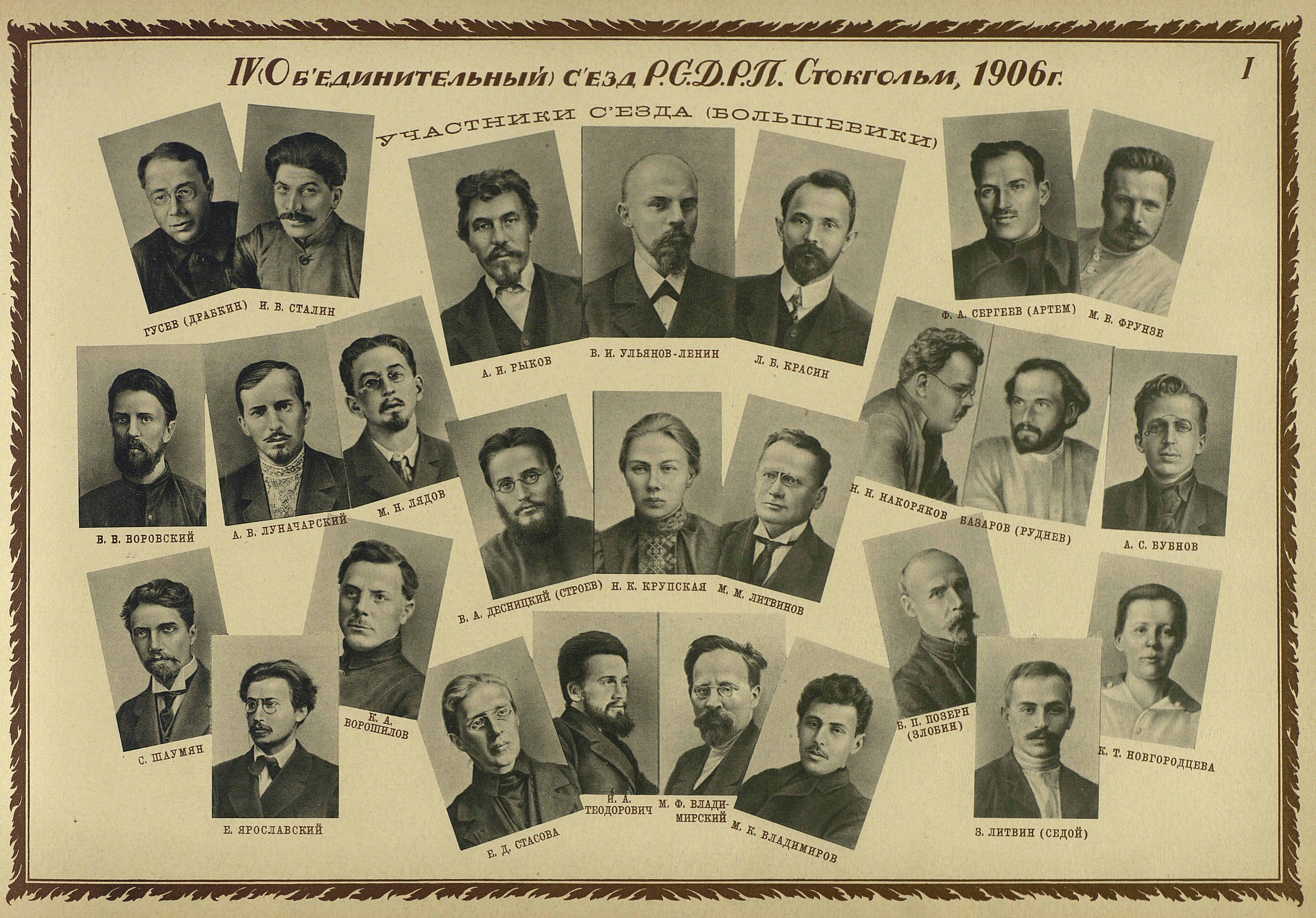
К. Т. Новгородцева в числе делегатов IV съезда РСДРП (в правом нижнем углу)

По возвращении на Урал Клавдия Тимофеевна устанавливает связь с одним из местных нелегальных марксистских кружков и в январе 1904 года вступает в ряды РСДРП. С 1904 года — член Екатеринбургского, а с 1906 — Пермского комитета Партии. В 1906 году выбрана пермскими большевиками в качестве делегата на Четвёртый («объединительный») съезд РСДРП.
За время своей революционной деятельности неоднократно подвергалась арестам. Последнюю свою ссылку в 1915-1917 годах провела уже вместе с Яковом Михайловичем Свердловым в селе Монастырском Туруханского края Енисейской губернии.
После падения самодержавия в результате Февральской революции Новгородцева вместе с мужем отправляются в Петроград. С июля 1917 года заведует издательством ЦК РСДРП(б) «Прибой». Одновременно с этим Клавдия Тимофеевна продолжает работу в секретариате ЦК Партии.

### После Октябрьской революции
С марта 1918 года Свердлова назначена помощником секретаря ЦК РКП (б). 30 марта 1918 г. Новгородцева Клавдия Тимофеевна утверждена заведующей Секретариатом ЦК РКП(б).
До июня 1919 заведующая Общим отделом ЦК РКП(б). С июня 1919 по 1920 год — заведующая Финансовым отделом ЦК РКП(б).
С 1920 г. по решению ЦК ЦК РКП(б) Клавдия Тимофеевна переходит на работу в систему народного образования, избирается в состав Учёного Совета Наркомпроса РСФСР. Здесь она стала ближайшей соратницей Надежды Константиновны Крупской. Ей принадлежит большая заслуга в деле подготовки и издания первых советских учебников для начальной школы. Работа эта требовала большой эрудиции и организационных способностей. Клавдия Тимофеевна подобрала и сплотила коллектив педагогов, писателей, художников. Под её руководством были изданы первый советский букварь «Смена», первая и вторая книги для чтения («Искорка» и «Советские ребята»). В 1920—1925 — заведующая Отделом детских учреждений ВЦИК.
В 1925—1931 заведующая Отделом детской литературы Объединённого государственного издательства. В 1931 — заведующая Отделом учебников Объединённого государственного издательства.
В 1931—1944 работала в Главлите, в качестве уполномоченного в издательстве «Молодая гвардия».
С 1946 года персональный пенсионер.
Уже будучи на пенсии, Клавдия Тимофеевна с сыном написала большой труд, книгу о жизни и деятельности Якова Михайловича Свердлова.
Кавалер ордена Трудового Красного Знамени (03.06.1954) — «в связи с пятидесятилетием общественно-политической деятельности и отмечая активное участие в революционном движении».

## Семья

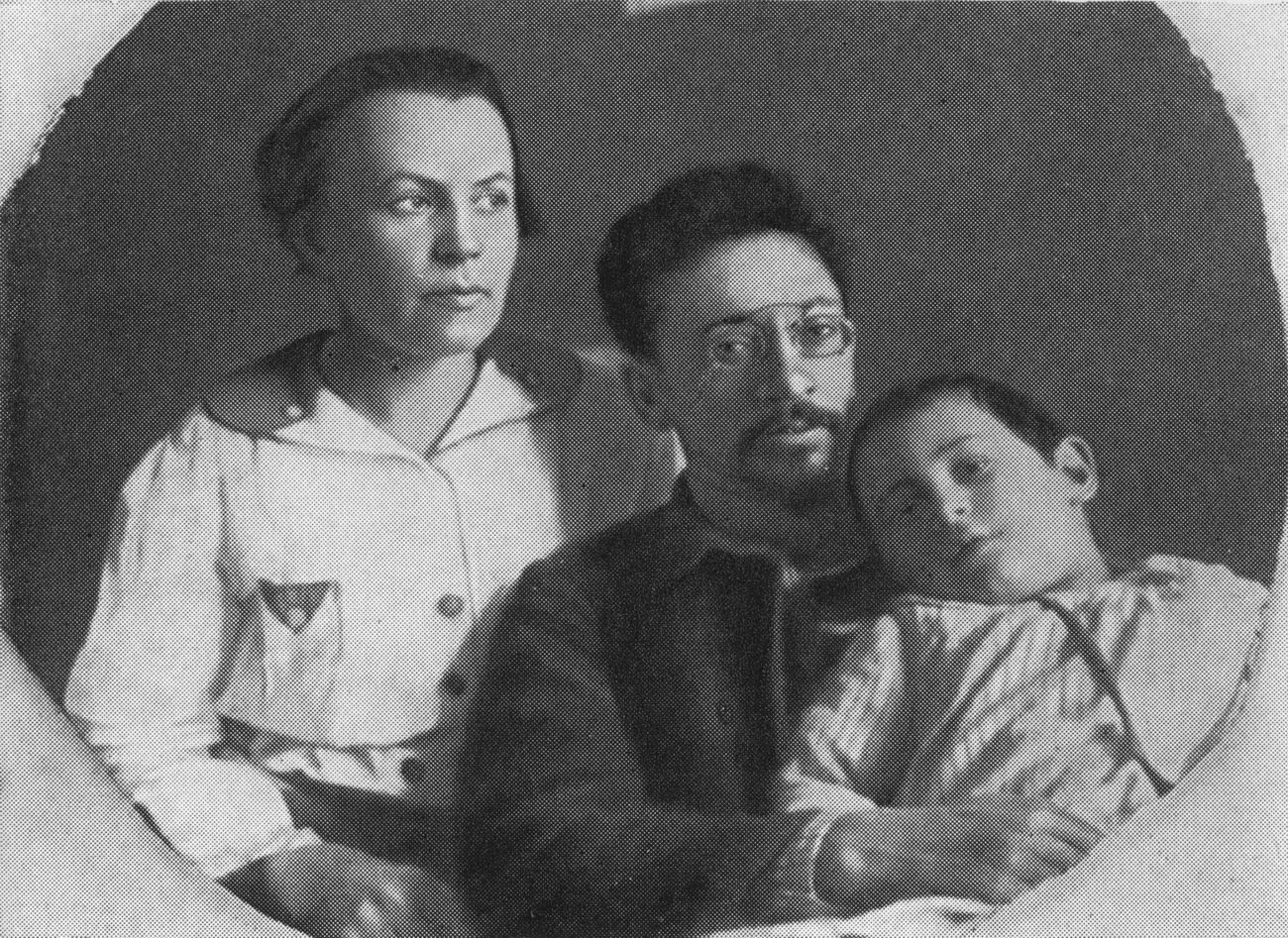
Клавдия Тимофеевна Свердлова-Новгородцева с мужем и дочерью Верой (конец 1918 — начало 1919 гг.)

- Муж: Свердлов, Яков Михайлович (1885—1919) — российский политический и государственный деятель, революционер, большевик. Член ЦК РСДРП(б), РКП(б). Председатель ВЦИК (формальный глава РСФСР) в ноябре 1917 — марте 1919 гг.
- Сын: Свердлов, Андрей Яковлевич (1911—1969) — советский деятель спецслужб, полковник, следователь ОГПУ-НКВД, заместитель начальника отдела «К» (контрразведка) Главного управления МГБ СССР; писатель, прозаик.
- Дочь: Вера (1913—?)

## Память

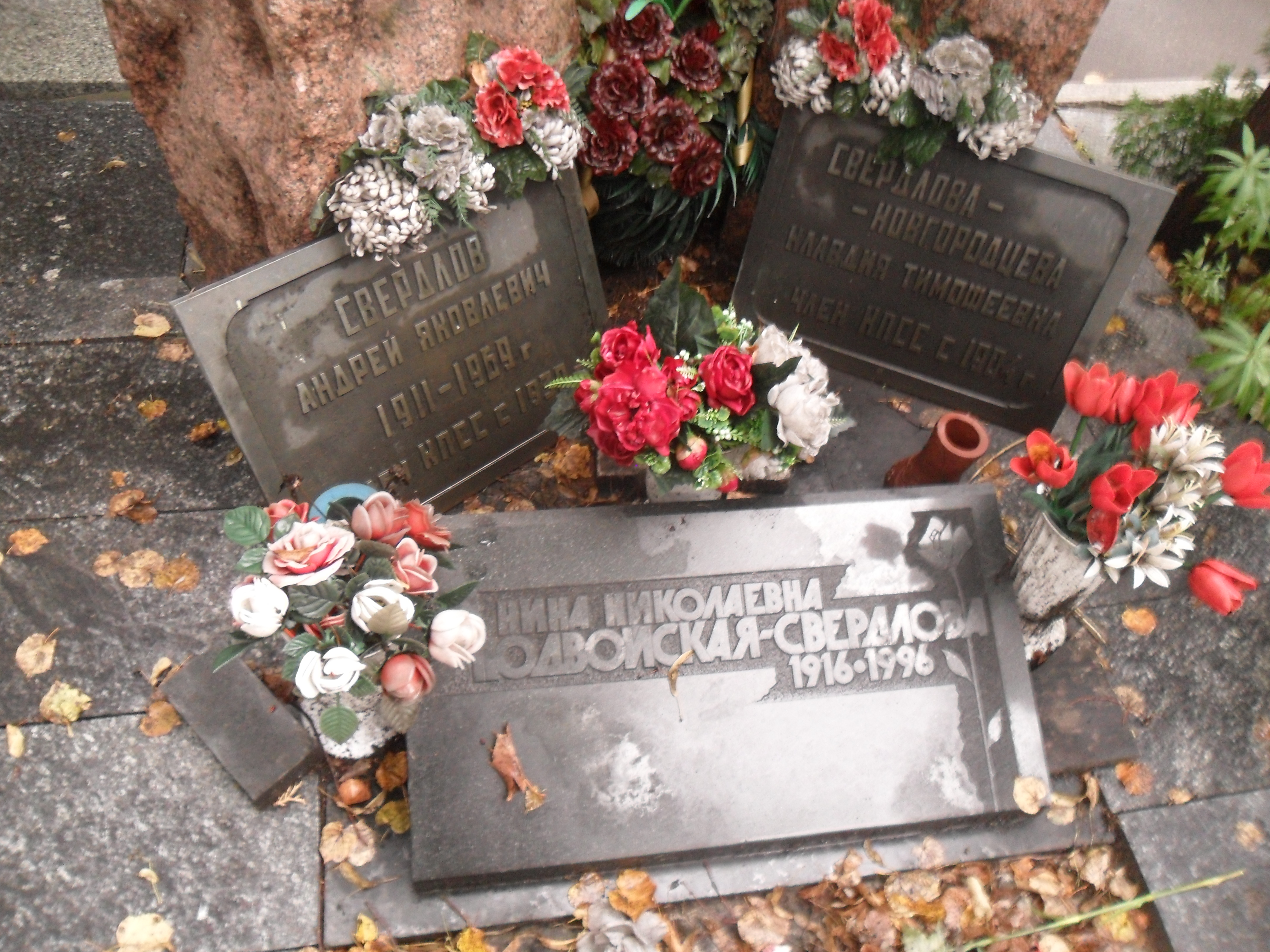
Могила Клавдии Тимофеевны, её сына Андрея и невестки Нины

- Похоронена на Новодевичьем кладбище в Москве[8].
- Одна из улиц в Кировском районе Екатеринбурга названа именем Новгородцевой[9].

## Сочинения
- Свердлова К. Т. Яков Михайлович Свердлов. — М.: Мол. Гвардия. — 400 с. Архивировано 12 апреля 2012 года.